# Tennistavolo ai XIX Giochi del Mediterraneo
I tornei di tennis ai XVIII Giochi del Mediterraneo si sono svolti dal 26 al 30 giugno 2022 al Pabellón Joana Ballart di Orano. Si sono disputati i tornei nel singolare e la gara a squadre, sia in ambito maschile sia femminile.

## Calendario
Il calendario delle gare è stato il seguente:
| ● | Finali |

| Giugno | Giugno | Giugno | Giugno | Giugno | Giugno | Giugno | Luglio | Luglio | Luglio | Luglio | Luglio | Luglio |
| 24     | 25     | 26     | 27     | 28     | 29     | 30     | 01     | 02     | 03     | 04     | 05     | 06     |
|        |        | ●      | 2      | ●      | ●      | 2      |        |        |        |        |        |        |

## Podi

### Uomini
| Evento                        | Oro                                           | Argento                                          | Bronzo                                                |
| Singolo maschile (dettagli)   | Álvaro Robles                                 | Omar Assar                                       | João Geraldo                                          |
| A squadre maschile (dettagli) | Slovenia Darko Jorgić Deni Kožul Peter Hribar | Portogallo João Geraldo João Monteiro Diogo Chen | Grecia Konstan Konstantinopoulos Ioannis Sgouropoulos |

### Donne
| Evento                         | Oro                                           | Argento                                                 | Bronzo                                         |
| Singolo femminile (dettagli)   | Xiao Xin Yang                                 | Jieni Shao                                              | María Xiao                                     |
| A squadre femminile (dettagli) | Egitto Hana Goda Dina Meshref Mariam Alhodaby | Italia Giorgia Piccolin Nikoleta Stefanova Nicole Arlia | Portogallo Shao Jieni Matilde Pinto Inês Matos |

## Medagliere
| Posizione | Paese      | Oro | Argento | Bronzo | Totale |
| --------- | ---------- | --- | ------- | ------ | ------ |
| 1         | Egitto     | 1   | 1       | 0      | 2      |
| 2         | Spagna     | 1   | 0       | 1      | 2      |
| 3         | Monaco     | 1   | 0       | 0      | 1      |
| 3         | Slovenia   | 1   | 0       | 0      | 1      |
| 5         | Portogallo | 0   | 2       | 2      | 4      |
| 6         | Italia     | 0   | 1       | 0      | 1      |
| 7         | Grecia     | 0   | 0       | 1      | 1      |
| Totale    | Totale     | 4   | 4       | 4      | 12     |